# Hakkapeliittain Marssi

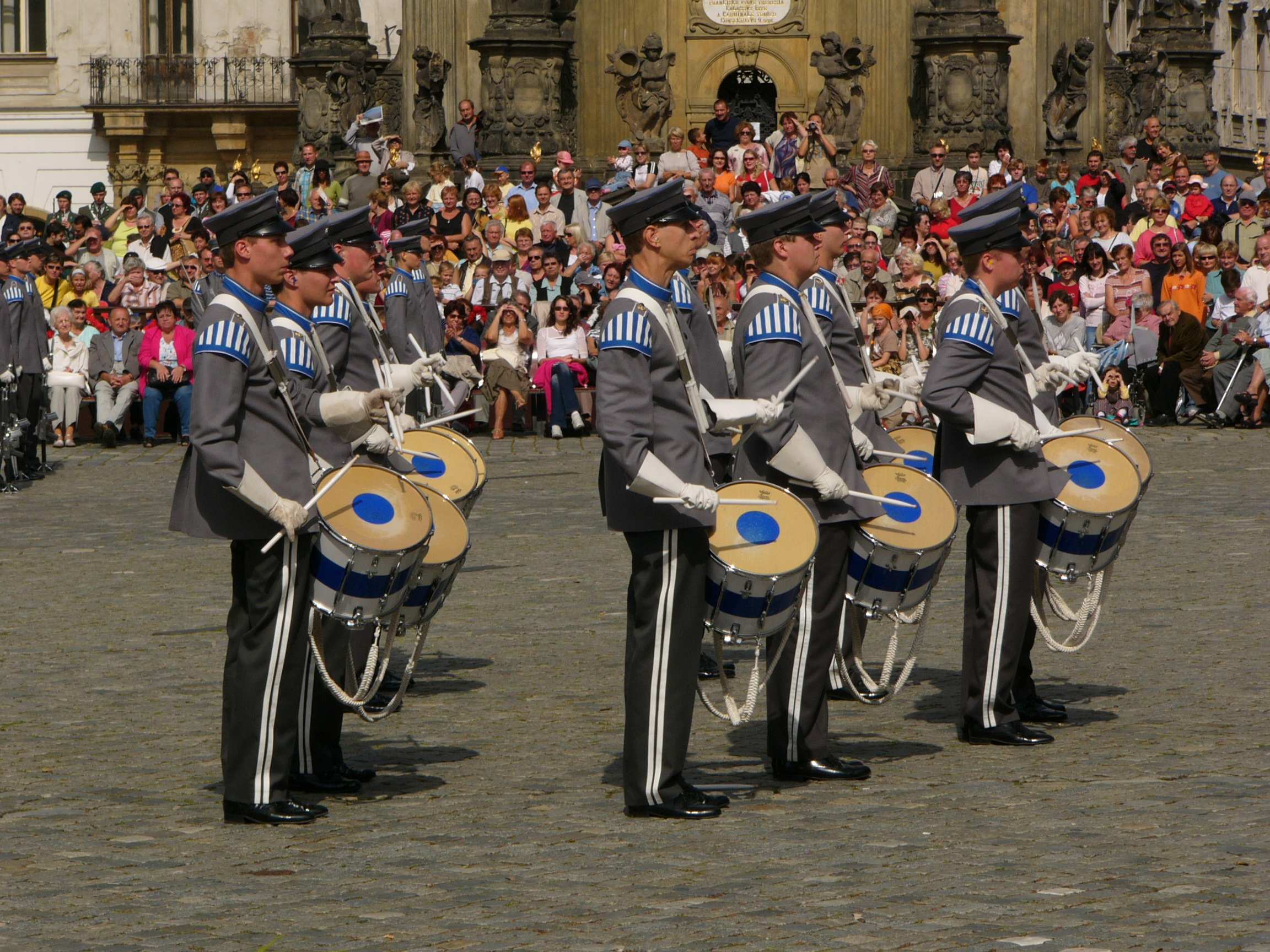
Militares Finlandeses

Hakkapeliittain marssi («Marcha de los Hakkapeliittas») o Finska Rytteriets Marsch en sueco («Marcha de la caballería finlandesa»), o Suomalaisen Ratsuväen marssi 30-vuotisessa sodassa (Marcha de la caballería finlandesa en la guerra de los 30 años) es una de las marchas militares de caballería de Finlandia y Suecia, y una de las más antiguas que aún se interpreta.  

## Historia
No se sabe a detalle la fecha exacta de cuando esta marcha fue compuesta, comúnmente se dice que fue compuesta a mediados de los años 1600 durante la Guerra de los 30 años, pero otras fuentes citan que fue compuesta en Finlandia a mediados de los años 1800 y que años después la marcha llegó a Suecia donde fue apodada como "Finska rytteriets marsch". En 1872 Zacharias Topelius escribió una letra en sueco.  
El compositor finlandés Uuno Klami desarrolló en 1939 una versión libre orquestal del tema bajo el título «Suomalaisen ratsuväen marssi» (Marcha de la caballería finlandesa, op. 28). El poeta Eino Leino publicó otra Hakkapeliittain Marssi como parte de una colección titulada «Tähtitarha» (jardín de estrellas) en 1912. 
En Finlandia la marcha es actualmente la marcha honorífica del ejército finlandés y del mando de defensa.

## Uso en otros países
En 1889, la marcha llegó a Prusia después de que una de las hermanas del káiser Guillermo II visitara Suecia. Poco tiempo después la marcha fue apodada al alemán como "Marsch der Finnländischen Reiterei im 30-jährigen Kriege" y también como "Schwedischer Reitermarsch".  Rápidamente la marcha consiguió popularidad y ya en 1891 se incluyó en la Colección de Marchas del Ejército Prusiano con la numeración AM III, 70. La marcha fue consiguiendo mucha popularidad en Prusia y en el Imperio alemán, fue tanta su popularidad que ya para inicios de los años 1900 más de 20 regimientos de caballería y artillería interpretaban esta marcha de forma seguida en desfiles y ceremonias militares.
La marcha llegó a Chile entre finales de los años 1800 e inicios de los años 1900 durante el proceso de prusianización del ejército de Chile y fue incluida en el repertorio de marchas de caballería del ejército. Actualmente la marcha forma parte del repertorio de marchas militares del Regimiento Escolta Presidencial N.º 1 «Granaderos» de Quillota.

## Nombres
La marcha es conocida por varios nombres en diferentes idiomas:
- Finlandés:
  - Hakkapeliittain marssi ("Marcha de los Hakkapeliittas")
  - Suomalaisen ratsuväen marssi 30-vuotisessa sodassa ("Marcha de la caballería finlandesa en la Guerra de los Treinta Años")
- Sueco:
  - Finska rytteriets marsch ("Marcha de la caballería finlandesa")
  - Finska rytteriets marsch i trettioåriga kriget ("Marcha de la caballería finlandesa en la Guerra de los Treinta Años")
- Alemán:
  - Marsch der Finnländischen Reiterei im 30-jährigen Kriege ("Marcha de la caballería finlandesa en la Guerra de los Treinta Años")
  - Schwedischer Reitermarsch ("Marcha de la caballería sueca")
- Español:
  - Marcha de Caballería Finlandesa